# Svédország az 1976. évi téli olimpiai játékokon
Svédország az ausztriai Innsbruckban megrendezett 1976. évi téli olimpiai játékok egyik részt vevő nemzete volt. Az országot az olimpián 7 sportágban 39 sportoló képviselte, akik összesen 2 érmet szereztek.

## Érmesek
| Érem  | Versenyző        | Sportág  | Versenyszám            |
| ----- | ---------------- | -------- | ---------------------- |
| Bronz | Benny Södergren  | Sífutás  | Férfi 50 km            |
| Bronz | Ingemar Stenmark | Alpesisí | Férfi óriás-műlesiklás |

## Alpesisí
Férfi
| Versenyző         | Versenyszám      | 1. futam | 1. futam | 2. futam      | 2. futam      | Összesítés | Összesítés |
| Versenyző         | Versenyszám      | Idő      | Hely.    | Idő           | Hely.         | Idő        | Helyezés   |
| ----------------- | ---------------- | -------- | -------- | ------------- | ------------- | ---------- | ---------- |
| Torsten Jakobsson | Óriás-műlesiklás | 1:48,26  | 17.      | nem ért célba | nem ért célba | kiesett    | kiesett    |
| Torsten Jakobsson | Műlesiklás       | 1:04,21  | 21.      | 1:07,03       | 18.           | 2:11,24    | 17.        |
| Gudmund Söderin   | Óriás-műlesiklás | 1:50,94  | 33.      | nem ért célba | nem ért célba | kiesett    | kiesett    |
| Gudmund Söderin   | Műlesiklás       | 1:05,60  | 25.      | nem ért célba | nem ért célba | kiesett    | kiesett    |
| Ingemar Stenmark  | Óriás-műlesiklás | 1:46,51  | 8.       | 1:40,90       | 1.            | 3:27,41    |            |
| Ingemar Stenmark  | Műlesiklás       | 1:02,34  | 9.       | nem ért célba | nem ért célba | kiesett    | kiesett    |
| Stig Strand       | Óriás-műlesiklás | 1:48,63  | 22.      | 1:45,03       | 10.           | 3:33,66    | 12.        |
| Stig Strand       | Műlesiklás       | 1:03,27  | 16.      | 1:05,81       | 9.            | 2:09,08    | 12.        |

## Biatlon

### 20 km egyéni indításos
A célpont egy külső és egy belső körből állt. A külső körön kívüli találat 2 perc, a külső kör találata 1 perc büntetőidőt jelentett.
| Versenyző           | Eredmény   | Helyezés | Büntetőperc | Végső eredmény | Helyezés |
| ------------------- | ---------- | -------- | ----------- | -------------- | -------- |
| Sune Adolfsson      | 1:16:00,50 | 17.      | 2           | 1:18:00,50     | 8.       |
| Lars-Göran Arwidson | 1:13:34,37 | 5.       | 5           | 1:18:34,37     | 10.      |
| Torsten Wadman      | 1:15:20,34 | 13.      | 15          | 1:30:20,34     | 48.      |

### 4 × 7,5 km váltó
A lövéseket követően a lövőhibák számának megfelelő mennyiségű 200 m-es büntetőkört kellett teljesíteni a versenyzőknek.
| Versenyző                                                        | Eredmény   | Lövőhiba | Helyezés |
| ---------------------------------------------------------------- | ---------- | -------- | -------- |
| Mats-Åke Lantz Torsten Wadman Sune Adolfsson Lars-Göran Arwidson | 2:08:46,90 | 8        | 8.       |

## Bob
| Versenyző                                                  | Versenyszám | 1. futam | 1. futam | 2. futam | 2. futam | 3. futam | 3. futam | 4. futam | 4. futam | Összesítés | Összesítés |
| Versenyző                                                  | Versenyszám | Idő      | Hely.    | Idő      | Hely.    | Idő      | Hely.    | Idő      | Hely.    | Idő        | Helyezés   |
| ---------------------------------------------------------- | ----------- | -------- | -------- | -------- | -------- | -------- | -------- | -------- | -------- | ---------- | ---------- |
| Carl-Erik Eriksson Kenth Rönn                              | Kettes      | 57,09    | 10.      | 57,20    | 9.       | 57,16    | 9.       | 56,96    | 8.       | 3:48,41    | 9.         |
| Carl-Erik Eriksson Jan Johansson Leif Johansson Kenth Rönn | Négyes      | 56,12    | 17.      | 56,48    | 16.      | 56,87    | 13.      | 57,65    | 16.      | 3:47,12    | 16.        |

## Gyorskorcsolya
Férfi
| Versenyző        | Versenyszám | Eredmény | Helyezés |
| ---------------- | ----------- | -------- | -------- |
| Lennart Carlsson | 1500 m      | 2:04,76  | 17.      |
| Lennart Carlsson | 5000 m      | 7:53,02  | 16.      |
| Lennart Carlsson | 10 000 m    | 15:53,89 | 13.      |
| Johan Granath    | 500 m       | 40,25    | 13.      |
| Johan Granath    | 1000 m      | 1:22,63  | 13.      |
| Oloph Granath    | 500 m       | 39,93    | 9.       |
| Bernt Jansson    | 1000 m      | 1:30,27  | 31.      |
| Dan Johansson    | 1500 m      | 2:04,73  | 16.      |
| Dan Johansson    | 5000 m      | 8:12,37  | 25.      |
| Örjan Sandler    | 5000 m      | 7:39,69  | 8.       |
| Örjan Sandler    | 10 000 m    | 15:16,21 | 5.       |
| Mats Wallberg    | 500 m       | 39,56    | 4.       |
| Mats Wallberg    | 1000 m      | 1:21,27  | 7.       |
| Mats Wallberg    | 1500 m      | 2:08,72  | 22.      |

Női
| Versenyző           | Versenyszám | Eredmény | Helyezés |
| ------------------- | ----------- | -------- | -------- |
| Sylvia Filipsson    | 500 m       | 45,97    | 22.      |
| Sylvia Filipsson    | 1500 m      | 2:22,42  | 14.      |
| Sylvia Filipsson    | 3000 m      | 4:48,15  | 6.       |
| Ann-Sofie Järnström | 500 m       | 44,49    | 13.      |
| Ann-Sofie Järnström | 1000 m      | 1:32,06  | 14.      |

## Sífutás
Férfi
| Versenyző                                                            | Versenyszám     | Eredmény   | Helyezés |
| -------------------------------------------------------------------- | --------------- | ---------- | -------- |
| Christer Johansson                                                   | 30 km           | 1:35:23,27 | 21.      |
| Matti Kuosku                                                         | 50 km           | 2:45:33,41 | 19.      |
| Tommy Limby                                                          | 15 km           | 47:00,06   | 23.      |
| Tommy Limby                                                          | 30 km           | 1:34:32,47 | 15.      |
| Tommy Limby                                                          | 50 km           | 2:42:43,58 | 8.       |
| Sven-Åke Lundbäck                                                    | 15 km           | 47:12,85   | 30.      |
| Sven-Åke Lundbäck                                                    | 30 km           | 1:36:40,86 | 35.      |
| Sven-Åke Lundbäck                                                    | 50 km           | 2:45:04,82 | 16.      |
| Benny Södergren                                                      | 15 km           | 45:59,91   | 13.      |
| Benny Södergren                                                      | 30 km           | 1:33:10,98 | 12.      |
| Benny Södergren                                                      | 50 km           | 2:39:39,21 |          |
| Thomas Wassberg                                                      | 15 km           | 46:13,35   | 15.      |
| Benny Södergren Christer Johansson Thomas Wassberg Sven-Åke Lundbäck | 4 × 10 km váltó | 2:11:16,88 | 4.       |

Női
| Versenyző                                                               | Versenyszám    | Eredmény   | Helyezés |
| ----------------------------------------------------------------------- | -------------- | ---------- | -------- |
| Marie Johansson-Risby                                                   | 10 km          | 32:33,18   | 21.      |
| Lena Carlzon-Lundbäck                                                   | 5 km           | 16:54,59   | 14.      |
| Lena Carlzon-Lundbäck                                                   | 10 km          | 31:33,06   | 10.      |
| Eva Olsson                                                              | 5 km           | 16:27,15   | 5.       |
| Eva Olsson                                                              | 10 km          | 31:08,72   | 5.       |
| Görel Partapuoli                                                        | 5 km           | 17:20,34   | 22.      |
| Görel Partapuoli                                                        | 10 km          | 32:04,63   | 16.      |
| Maria Rautio                                                            | 5 km           | 17:59,25   | 32.      |
| Lena Carlzon-Lundbäck Görel Partapuoli Marie Johansson-Risby Eva Olsson | 4 × 5 km váltó | 1:10:14,68 | 4.       |

## Síugrás
Férfi
| Versenyző       | Versenyszám | 1. ugrás | 1. ugrás | 2. ugrás | 2. ugrás | Összesítés | Összesítés |
| Versenyző       | Versenyszám | Pont     | Hely.    | Pont     | Hely.    | Pont       | Helyezés   |
| --------------- | ----------- | -------- | -------- | -------- | -------- | ---------- | ---------- |
| Odd Brandsegg   | Normálsánc  | 99,2     | 47.      | 105,4    | 30.      | 204,6      | 41.        |
| Odd Brandsegg   | Nagysánc    | 96,9     | 18.      | 84,5     | 30.      | 181,4      | 25.        |
| Thomas Lundgren | Normálsánc  | 100,7    | 44.      | 87,3     | 52.      | 188,0      | 51.        |

## Szánkó
| Versenyző                      | Versenyszám | 1. futam | 1. futam | 2. futam | 2. futam | 3. futam | 3. futam | 4. futam | 4. futam | Összesítés | Összesítés |
| Versenyző                      | Versenyszám | Idő      | Hely.    | Idő      | Hely.    | Idő      | Hely.    | Idő      | Hely.    | Idő        | Helyezés   |
| ------------------------------ | ----------- | -------- | -------- | -------- | -------- | -------- | -------- | -------- | -------- | ---------- | ---------- |
| Michael Gårdebäck              | Férfi egyes | 54,662   | 22.      | 53,887   | 18.      | 53,701   | 20.      | 53,898   | 18.      | 3:36,148   | 17.        |
| Stefan Kjernholm               | Férfi egyes | 54,382   | 18.      | 53,495   | 12.      | 53,502   | 18.*     | 53,611   | 15.      | 3:34,990   | 15.        |
| Nils Vinberg                   | Férfi egyes | 54,916   | 24.      | 54,494   | 23.      | 54,640   | 26.      | 54,429   | 23.      | 3:38,479   | 21.        |
| Veronica Holmsten              | Női egyes   | 44,751   | 15.      | 44,635   | 15.      | 44,456   | 15.      | 44,766   | 16.      | 2:58,608   | 15.        |
| Agneta Lindskog                | Női egyes   | 46,050   | 23.      | 44,581   | 14.      | 44,771   | 17.      | 44,541   | 15.      | 2:59,943   | 18.        |
| Michael Gårdebäck Nils Vinberg | Kettes      | 44,958   | 17.      | 44,259   | 13.      |          |          |          |          | 1:29,217   | 14.        |

* - egy másik versenyzővel azonos eredményt ért el